# AIR STATION HIBIKI
AIR STATION HIBIKI株式会社（エアーステーションひびき）は、福岡県北九州市若松区及び八幡西区の各一部地域を放送区域として超短波放送（FM放送）をする特定地上基幹放送事業者である。
エフエムひびきの愛称でコミュニティ放送をしている。

## 概要
2001年（平成13年）開催の北九州博覧祭2001でイベント放送局エアーヒビッキーのスタッフを務めたメンバーが中心となって設立した。北九州市では北九州シティエフエム（略称：FM KITAQ）に次ぐ2局目のコミュニティ放送局で、市西部では初。
- 呼出名称：エフエムひびき
- 呼出符号（コールサイン）：JOZZ0BK-FM
- 送信鉄塔：旧NHK鳴水TV中継所 R216パンザマスト　空中線の海抜高　140m
- 主な受信エリア：福岡県北九州市若松区、八幡西区および八幡東区の一部
- 受信世帯数：59,999世帯
- カバー率：31.8%
- 使用送信機：英国SBS社製　FM30/S
- 空中線：3素子八木型　TNから330度方向
- 給電線：10D-2V

## 年表
- 2009年（平成21年）
  - 4月10日 - 予備免許取得。
  - 4月30日 - AIR STATION HIBIKI株式会社設立。
  - 6月5日 - 免許取得。
  - 6月11日 - 開局。
  - 7月1日 - 北九州市と災害時等における放送要請に関する協定を締結。
- 2011年（平成23年）12月20日 - 新送信所より放送開始。
- 2013年（平成25年）12月12日 - サイマルアライアンスによる「サイマルラジオ」およびmusic.jpによる「ListenRadio」によるサイマル放送を開始（PC、スマートホン、タブレットに対応）。

## 主な番組
- つながるラジオ（つながるラジオ。月 - 金12:00 - 13:00 Pers：武内美子・本田美江・坂本一美・竹田りえ）
- HIBIKI RAIL NETWORK（ヒビキ・レール・ネットワーク。月 - 金17:00 - 19:00 Pers：有光ゆき・本田美江・藤田さくら・竹田りえ）
- KODAWARI HIBIKI RADIO PARTY（こだわりひびき・レディオ・パーティ。土12:00 - 14:00）
- 美憂雨のJAZZ・BARへようこそ。（毎週土17:00-18:00）
- あなろぐカフェ（あなろぐかふぇ 土15:00-16:00）
- エコ☆ナビ（金16:00 - 16:57）
- ふくおか企業ラブ（水：1.3.5 19:00 - 20:00）
- ぶっちゃけ！（水：2.4 19:00 - 20:00）